# Crinum × powellii
Crinum × powellii Hort. es un híbrido de origen hortícola, perenne y bulboso ,es un cruce interespecifico entre crinum longifolium x crinum moorei pertenece a la familia Amaryllidaceae. Como otras especies del género Crinum, presenta vistosas flores parecidas a las de los lirios (Lilium) y se la cultiva en jardines por esa razón.

## Descripción
Crinum × powellii es el resultado del cruzamiento interespecífico entre Crinum longifolium x Crinum moorei. Presenta un bulbo globoso, de unos 7 cm de diámetro, provisto de un cuello corto. Las hojas son numerosas, arrosetadas, de 9 a 12 dm de largo por 7-10 cm de ancho, lisas, de color verde brillante, muy decorativas. 
Las flores son pedunculadas, blancas o rosas, con el tubo de 7 cm de largo y los segmentos linear-oblongos algo más largos. Las flores están dispuestas en umbelas 6-9-floras, en la extremidad de un largo escapo macizo, glauco, comprimido y áfilo de 6 dm de altura. Florece en verano. 

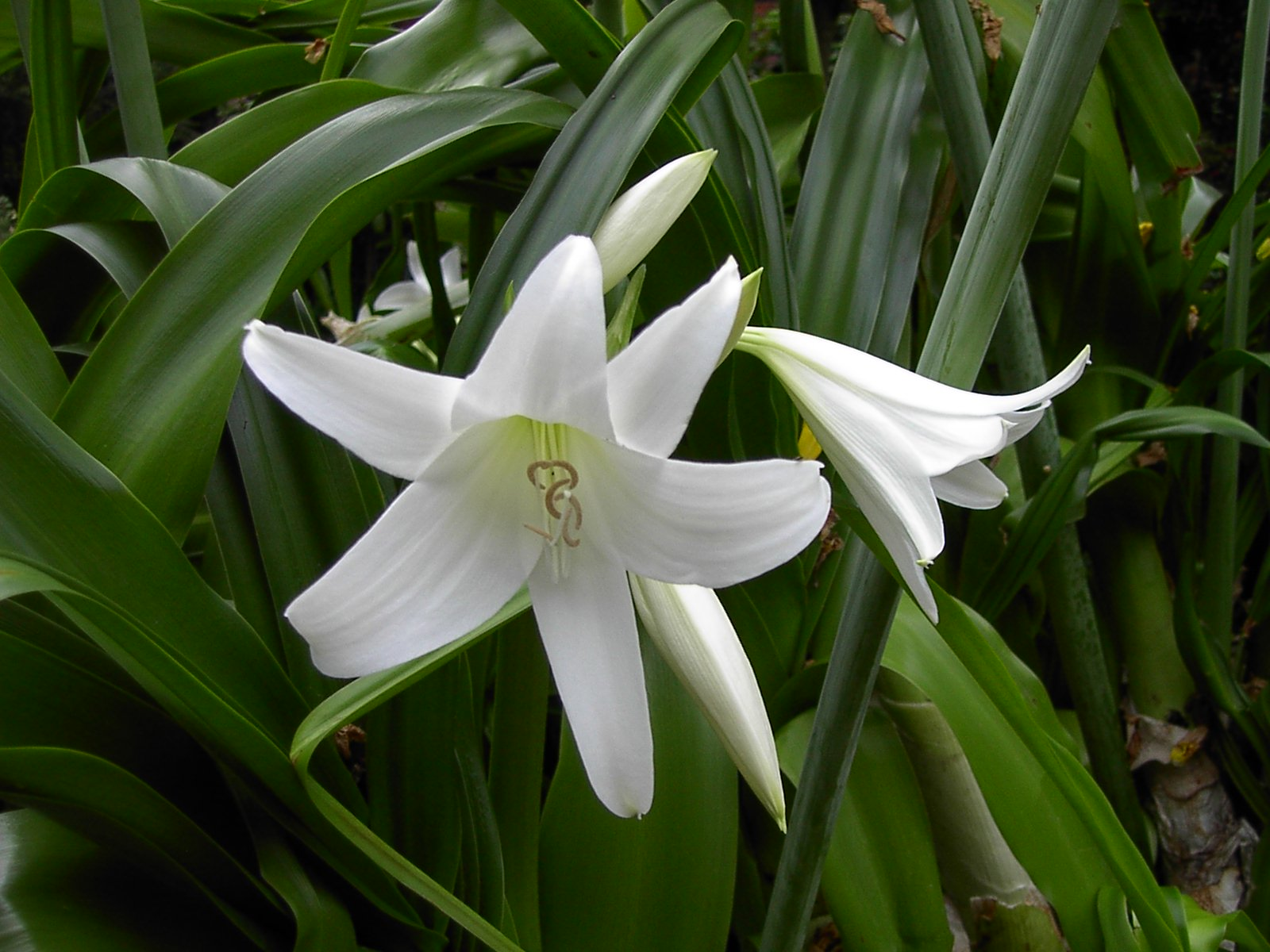
Crinum × powellii, vista general de la planta en floración, variedad de flores blancas.

## Cultivo
Es una especie bastante resistente al frío. Los bulbos se plantan en la primavera a 25-30 cm de profundidad, en posición soleada, cálida y, de ser posible, a resguardo, en un terreno fértil y bien drenado. En climas fríos se aconseja el cultivo en macetas, en interior o en invernadero y al aire libre en los meses cálidos. Para ello se utiliza un substrato integrado por turba, tierra y arena en partes iguales. Conviene regar y abonar regularmente.
La multiplicación se realiza en primavera por división de los pequeños bulbos que crecen al lado del bulbo principal.